# Alessandro De Minicis
Alessandro De Minicis (Cagliari, 4 agosto 1963) è un ex tennista italiano.

## Biografia
Nel 1985 arrivò ai quarti di finale sulla terra battuta di Båstad eliminando negli ottavi lo spagnolo Emilio Sánchez in due set, prima di arrendersi in due partite allo svedese Kent Carlsson.
Il 9 settembre del 1985 raggiunse la sua migliore classifica ATP in carriera, attestandosi alla posizione nº 103.
Il 24 maggio del 1987, al torneo di Firenze, dove era partito dalle qualificazioni, ottenne il suo miglior risultato in carriera, raggiungendo la finale, la nº 79 disputata da un tennista italiano nell'era Open. In semifinale aveva avuto la meglio sull'argentino Eduardo Bengoechea, testa di serie nº 5 e nº 28 del ranking ATP, il giocatore con la migliore classifica da lui battuto in carriera, prima di arrendersi nell'atto conclusivo, in due set, al sovietico Andrej Česnokov, testa di serie nº 2, col punteggio di 6-1, 6-3.
Diverse le finali raggiunte in carriera:
Vienna, Pescara, Benin City.
In doppio, in coppia con il connazionale Massimo Cierro è stato campioni d'Italia per due volte battendo nell'ordine Camporee Omar e poi Gaudenzi Andrea.
È stato l'ultimo vincitore del titolo italiano di doppio misto, con la compagna Patrizia Murgo hanno battuto Paolo Canè e Raffaella Reggi.
In doppio ha vinto il torneo del Parioli (Roma) Pescara e Tampere (Finlandia).
Molte sono le finali giocate in doppio: Agadir, Vienna, Lisbona, Benin City.
Fu due volte finalista, sempre al torneo di Saint-Vincent. Nel 1987 si arrese alla coppia formata dall'australiano Michael Fancutt e dallo statunitense Charles Cox. Nel 1989 fu il duo cecoslovacco Cyril Suk-Josef Cihak a impedirgli di sollevare il trofeo.
Ha collaborato con giocatori del calibro di Gabriela Sabatini e Stefan Edberg.